# 2012年雙普選
2012年雙普選，是指不少香港人要求香港特別行政區政府在2012年香港特別行政區行政長官選舉以一人一票選舉行政長官，同時於立法會選舉中全數立法會議席由普選產生（真普選）。此建議由中国全國人民代表大會常務委員會在會議否決2007和2008年雙普選開始，由親建制派政黨民建聯於2005年5月月中提出，在2005年獲得大部份立法會議員支持，但此建議最終並無被北京接納，而民建聯亦於2007年改為支持2017年行政長官普選及2020年立法會普選。
最終，人大常委通過，決定2012的行政長官、立法會選舉均不實行全面普選。

## 歷史

### 背景
香港的民主派論政團體於1980年代開始爭取民主政制，由爭取八八直選（1988年直選）開始，1991年立法局開始有地區直選議席。
1995年，聯合國人權委員會指出，香港立法會功能界別選舉制度不符合《公民權利和政治權利國際公約》第2(1)條、第25條及第26條。因此，民主派認為應儘快取消功能界別，全面落實立法會普選。
1990年代，香港三大政黨民主黨、民建聯和自由黨相繼成立。三黨當年均支持0708雙普選。
2003年香港七一遊行，超過50萬名市民
除了反對香港基本法第二十三條立法爭取2007年及2008年行政長官和立法會雙普選。

#### 2004年
- 1月10日，英美再次表態支持和跟隨香港人的意願，通過政改和普選達至民主。數萬香港人於元旦遊行支持普選。[5]

- 3月，香港政制發展專責小組發表了《第1號報告》。[6]

- 4月6日，全國人大常委會解釋《基本法》附件一第七條和附件二第三條當中的4個問題[7]，包括：

1. “2007年以後”是否含2007年；
2. “如需”修改是否必須修改；
3. 由誰確定需要修改及由誰提出修改法案；
4. 如不修改是否繼續適用現行規定。

- 4月9日，民建聯將其政綱中的「爭取0708雙普選」改為「爭取2012雙普選」。

- 4月15日，香港政制發展專責小組發表了《第2號報告》[8]。報告交代在過去兩個多月收集公眾意見後，就《基本法》中關乎香港政制發展的原則問題的看法。

同日，行政長官向全國人大常委會提交《行政長官報告》，祈望人大常委會就0708雙普選作出決定。
- 4月26日，第十屆全國人大常委會第九次會議審議通過《全國人民代表大會常務委員會關於香港特別行政區2007 年行政長官和2008 年立法會產生辦法有關問題的決定》。按照決定，2007年的行政長官不會由普選產生，2008年的立法會選舉半數由普選產生，另外一半由功能組別產生，這個決定令香港政制邁向全面普選再被拖延。
- 5月11日，香港政制發展專責小組就《基本法》中有關政制發展的法律程序問題，公布了《第3號報告》[10]。當中羅列行政長官及立法會產生的現行規定，並且說明可考慮予以修改的地方。

- 6月23日，45條關注組建議政改必須以擴大選民基礎為原則。

- 12月15日，曾蔭權曾表示希望優先處理兩個選舉產生辦法的修改問題，但不能就普選時間表作出任何決定，同日公布了《第4號報告》[11]。他認為社會人士對此意見分歧，問題複雜，為了瞭解市民對有關問題的意見，不排除做全港民意調查。[12]時任民主黨主席李永達形容政制專責小組四號報告書是「鳥籠諮詢」，而民建聯表示支持。

#### 2005年
- 4月7日，曾蔭權堅持要通過國務院提請人大常委，就《基本法》53條有關新的行政長官的任期，作出解釋。[13]

- 4月13日，政府回應《美國－香港政策法報告》，說：「全國人大常委會的決定再次確認按照《基本法》的規定，在香港根據實際情況，循序漸進地發展民主，是中央堅定不移的一貫立場。」

- 參選特首的曾蔭權說一定看到普選產生[14]。

- 5月13日，政制發展專責小組就「第四號報告：社會人士對二零零七年行政長官和二零零八年立法會產生辦法的意見和建議」為期五個半月的公眾諮詢正式結束，當局共收到超過四百三十份意見書。

- 10月19日，香港政制發展專責小組發表《第5號報告書》，就2007年香港行政長官產生辦法及2008年香港立法會產生辦法提出具體的建議改革方案。香港政府打算根據報告的內容，於2005年12月向香港立法會提交正式文件，爭取立法會通過政改建議。

- 10月28日一名署名“78歲的老伯”刊全版廣告爭取普選後，11月16日商人顧明均刊全版廣告支持政改方案，並質疑“78歲的老伯”是否真有其人。11月8日，這位無名氏以署名“信有明天的七十八歲老人”，再刊登全版廣告，內容指：“我已盡了一己力量，比我年輕的香港人，普選的希望在你們身上”。及後香港的民主派、民間組織及網站（包括A45網上報、Radio71、香港專上學生聯會、網勢力、民間人權陣線、支聯會、WM6471、RebuildHK、范國威議員網站、網政廿一、Cloudless、Pinocchio、風馬牛棚、戀之谷論壇、反軍國主義新聞網站、我們要民主、香格里拉、民主黨、香港民主發展網絡、女同盟、lovehkradio、香港彩虹、HIRADIO）等各方組織積極籌劃在12月4日舉行要求普選的大遊行。

- 11月4日，行政長官曾蔭權擔任策略發展委員會轄下的管治及政治發展小組的主席，討論如何在符合《基本法》下實行普選。政務司司長許仕仁出席南區區議會會議，聽取區議員有關政改的意見。

- 11月13日，香港電台第三台所播出李卓人議員的「給香港的信」表示要求即時定出普選時間表。同日，政制事務局回應，認為這是不切實際的。

- 11月22日，合和實業主席胡應湘表示，若以遊行去爭取民主就是暴民政治，違反法治精神。

- 11月29日，李柱銘、單仲偕、陳偉業及張超雄與美國國務卿賴斯會面，討論香港政改及普選問題。

- 11月30日，行政長官曾蔭權於晚上7時30分在香港3間電視台發表預先錄影的電視講話，希望立法會議員及市民支持政改方案。

- 12月2日，人大常委會副秘書長喬曉陽、人大法工委副主任李飛和國務院港澳辦副主任張曉明在深圳舉行座談會，邀請超過100位立法會議員及各界人士出席，直接聽取各黨派對政改問題的意見。被邀人士包括19名泛民主派立法會議員，及立法會所有委員會的正、副主席共43人。

- 12月4日，由泛民主派籌辦的2005年爭取香港普選大遊行，由維多利亞公園遊行至政府總部。泛民主派表示逾25萬人參加。警方表示參加遊行的人數約有六萬三千人。遊行人士包含前政務司司長陳方安生女士。[15][16]

- 12月6日，2005年爭取香港普選大遊行的主辦團體報稱遊行人數有二十五萬人，但根據港大學者及學生的兩項統計，推算出遊行人數約有七萬至九萬人，統計結果相差甚遠。[17]

- 12月7日，香港中文大學亞太研究所在一二四遊行結束後，自12月5日至7日進行了民意調查。結果顯示：66%的受訪者認為政改方案應該包括雙普選時間表；49.9%的受訪者表示總體接受現政改方案（比遊行前下降8.9%），28.9%的人表示不接受（比遊行前上升了5.3%）；56.3%的人反對否決現政改方案，35%的人支持否決。[18]

- 12月19日，陳方安生舉行記者會，公開要求行政長官曾蔭權向中央提議，最遲2012年落實普選。行政長官曾蔭權在中午宣佈將會分階段減少區議會內委任議席。在2008年減少1/3區議會委任議席，在2012年再減一半或全數取消，至2016年取消委任議席。

- 12月21日，立法會恢復討論政改方案。在下午5時30分，有關行政長官選舉辦法的修訂案表決，支持的有34票，反對有24票，棄權有1票，因議案得不到全體三分二議員支持，議案被否決。而2008年立法會產生辦法的決議案則在晚上11時55分表決，亦有34票贊成，24票反對，1票棄權，未能取得三份二議員支持被否決。[19] 而兩項方案的贊成票比率均為57.6%（34/59），和12月7日民意調查中反對否決的比率（56.3%）大致相同，這準確地反映了香港民意，即第5號政改方案的確沒有獲得三分之二的多數民意支持。

- 12月22日，許仕仁在凌晨舉行記者會，表示政改方案被否決違背民意，天主教香港教區主教陳日君及立法會議員李柱銘要承擔所有後果，引來教徒反響。[20]

- 12月22日，曾蔭權說，過去數月我希望立法會議員可以送一份聖誕禮物給香港的民主發展。好可惜，我的願望落空了。他說，理性上，我知道要以平常心去面對，但感性上我難免感到遺憾和失望。遺憾的是香港平白錯失了一個向民主大步邁進的機會，失望的是今日立法會的表決，令市民對早日落實更民主、更開放的選舉的期望落空。

- 12月22日，國務院港澳事務辦公室發言人發表談話表示：根據香港特別行政區基本法和全國人大常委會的有關解釋，由於特區政府的議案未能在立法會通過，2007年行政長官和2008年立法會的產生辦法將不作修改，繼續沿用現行的辦法。[21]

- 12月28日，中華人民共和國國務院總理溫家寶在接見香港行政長官曾蔭權時稱，香港仍有深層次的矛盾和問題未得到根本解決。[22]

- 2005年，香港特別行政區政府根據全國人大常委會的決定，發表《政制發展專責小組第5號報告書》，提出2007年香港行政長官選舉及2008年香港立法會選舉的產生辦法。民主派反對政府的方案，是因為這方案既不是普選方案，也沒有普選時間表及路線圖，民主派亦反對方案仍保留委任區議員及增加立法會的功能組別的議席。因此，民主派否決政改方案，使方案得不到全體立法會三份二議員支持而被否決。

### 2006年
- 1月12日，曾蔭權在立法會回答議員提問時表示，在他剩下的任期內，都不可能提出新的政改方案。[23]

- 11月6日，特首選擇民主工作小組公佈，聯合推薦爭取2012雙普選的梁家傑參選特首。

- 12月10日，選舉委員會選舉投票日公民黨、民主黨和民協共同推薦137名候選人，114人當選，被譽為民主派大勝。

### 2007年
- 1月31日，梁家傑以爭取2012雙普選的旗號參選特首。

- 2月1日，民建聯將其政綱中「爭取2012雙普選」的字眼刪除。

- 2月11日，梁家傑發表「我們所要的民主政府政綱」，向括2012雙普選。

- 3月1日，香港歷史上首場特首候選人答問會為兩位候選人同場較量，曾蔭權在普選問題上肯定任內解決[14]。

- 3月25日，香港歷史上首次有泛民主派參加的特首選舉，梁家傑以123票大敗於曾蔭權的649票，他表示會繼續爭取2012雙普選。

- 4月，當2007年的行政長官和2008年的立法會產生辦法已定，泛民主派仍鍥而不捨地爭取2012年行政長官及立法會雙普選，並提出的政制方案。

- 7月11日，香港政府發表香港自主權移交後首份的綠皮書《政制發展綠皮書》是，內容主要探香港行政長官及香港立法會的普選方式，為香港政治制度改革中一個重要的公開諮詢。

- 10月7日，泛民主派舉行2007年撐傘撐2012普選大遊行，主要為撐傘5分鐘及大遊行，以向特區表示爭取2012雙普選的決心。該撐傘活動被列入健力士世界紀錄大全。

- 10月10日，立法會復會，同日綠皮書諮詢期結束。

- 12月12日，行政長官向人大常委提交香港特別行政區向全國人民代表大會常務委員會提交關於香港特別行政區政制發展諮詢情況及2012年行政長官和立法會產生辦法是否需要修改的報告，要求中央交待是否給予普選。[24]

- 12月23日至12月29日，人大常委開會，並邀請港區人大列席。席間審議香港特別行政區向全國人民代表大會常務委員會提交關於香港特別行政區政制發展諮詢情況及2012年行政長官和立法會產生辦法是否需要修改的報告，並定立草案。

- 12月29日，人大常委發表草案，表示草案獲得全票通過，草案內容如下：

1. 2012的行政長官選舉方式不實行全面普選
2. 2012的立法會選舉方式不實行全面普選
3. 2012的行政長官選舉及立法會選舉方式可根據基本法的原則修改
4. 2012的立法會組成方式由地區直選及功能組別各佔一半
5. 2017行政長官選舉可以實行以普選產生
6. 當行政長官以普選產生後，立法會全數議席由普選產生

- 同日，泛民主派舉行2007年反對人大否決普選遊行，由立法會出發，經入境處大樓空地到禮賓府，有近7,000人參加。[25]

### 2008年
- 1月13日，民間人權陣線、泛民主派及六個基督徒團體發起爭取2012雙普選大遊行，主題為爭取2012雙普選，不要2017假民主。在遊行期間，大會播放了改编自2008年北京奧運會倒數一週年主題曲《We are ready》以爭取2012年雙普選。大會估計有22000人參與，比預期2萬人[26]多，而警方則估計有6800人參與。[27]

## 相關文獻

### 相關諮詢文件
- 政制發展綠皮書[28]
- 政制發展綠皮書公眾諮詢報告[29]
- 香港特別行政區向全國人民代表大會常務委員會提交關於香港特別行政區政制發展諮詢情況及2012年行政長官和立法會產生辦法是否需要修改的報告[30]

### 相關規定及法律條文
《中華人民共和國香港特別行政區基本法》（簡稱《香港基本法》）關於普選的條文
- 第45條：香港特別行政區行政長官在當地通過選舉或協商產生，由中央人民政府任命。

行政長官的產生辦法根據香港特別行政區的實際情況和循序漸進的原則而規定，最終達至由一個有廣泛代表性的提名委員會按民主程序提名後普選產生的目標。
行政長官產生的具體辦法由附件一《香港特別行政區行政長官的產生辦法》規定。
- 第68條：香港特別行政區立法會由選舉產生。

立法會的產生辦法根據香港特別行政區的實際情況和循序漸進的原則而規定，最終達至全部議員由普選產生的目標。
立法會產生的具體辦法和法案、議案的表決程序由附件二《香港特別行政區立法會的產生辦法和表決程序》規定。
- 附件1：第7條：2007年以後各任行政長官的產生辦法如需修改，須經立法會全體議員三分之二多數通過，行政長官同意，並報全國人民代表大會常務委員會批准。

- 附件2：第3條：2007年以後立法會的產生辦法和表決程序2007年以後香港特別行政區立法會的產生辦法和法案、議案的表決程序，如需對本附件的規定進行修改，須經立法會全體議員三分之二多數通過，行政長官同意，並報全國人民代表大會常務委員會備案。

- 全國人民代表大會常務委員會關於《中華人民共和國香港特別行政區基本法》附件一第七條和附件二第三條的解釋[31]：（節選）（基本法附件一、二的內容）是否需要進行修改，香港特別行政區行政長官應向全國人民代表大會常務委員會提出報告，由全國人民代表大會常務委員會依照《中華人民共和國香港特別行政區基本法》第四十五條和第六十八條規定，根據香港特別行政區的實際情況和循序漸進的原則確定。修改行政長官產生辦法和立法會產生辦法及立法會法案、議案表決程序的法案及其修正案，應由香港特別行政區政府向立法會提出。

《中華人民共和國政府和大不列顛及北愛爾蘭聯合王國政府關於香港問題的聯合聲明》（簡稱《中英聯合聲明》）關於普選的條文
- 第4條：（節選）香港特別行政區政府由當地人組成。行政長官在當地通過選舉或協商產生，由中央人民政府任命。主要官員由香港特別行政區行政長官提名，報中央人民政府任命。

《中華人民共和國政府對香港的基本方針政策的具體說明》關於普選的條文
- 第1章：（節選）香港特別行政區政府和立法機關由當地人組成。香港特別行政區行政長官在當地通過選舉或協商產生，由中央人民政府任命。香港特別行政區政府的主要官員（相當於“司”級官員）由香港特別行政區行政長官提名，報請中央人民政府任命。香港特別行政區立法機關由選舉產生，行政機關必須遵守法律，對立法機關負責。

## 相關歌曲
- 2012 We are Ready（页面存档备份，存于）
- 《福佳始終有你》[32][33]，由民間改編自香港特別行政區成立十周年紀念主題曲《香港始終有你》，內有關於普選的歌詞

## 相關大型活動
- 2005年爭取香港普選大遊行
- 2006年及2007年七一遊行
- 創世界紀錄，撐2012普選及2007年撐普選大遊行
- 2007年反對人大否決普選遊行
- 2008年爭取2012雙普選大遊行

## 民間意見

### 2012年方案

#### 泛民主派
- 提名委員會：現時800人加上400名民選區議員
- 提名人數：50人
- 功能組別：改變成全港單一選區按比例代表制產生

#### 葉劉淑儀
- 提名委員會：現時800人的模式變1,600人
- 提名人數：每屆別100人提名
- 功能組別：改變成全港單一選區按比例代表制產生